# I Was Gonna Cancel
"I Was Gonna Cancel" é uma canção da artista musical australiana Kylie Minogue, gravada para o seu décimo segundo álbum de estúdio Kiss Me Once (2014). Foi composta por Pharrell Williams, sendo produzida pelo próprio, com Kelly Sheehan se encarregando da produção vocal. A sua gravação ocorreu nos estúdios Gleenwood Studios em Los Angeles, Califórnia. Primeiramente divulgada como sua nova canção de trabalho em uma entrevista da cantora feita para a revista Rolling Stone no começo de abril de 2014, a faixa foi disponibilizada para download digital pago em 22 de abril de 2014, servindo como o segundo single do disco. Posteriormente, foi enviada as rádios mainstream italianas, e promovida com o formato de CD single e um extended play (EP) de remixes digital. A faixa também foi emitida em duas edições de vinil, as quais contém faixas dos ambos os formatos lançados digitalmente.
De acordo com Minogue, a canção foi concebida com a mesma tendo um mal dia no primeiro de dois dos quais a cantora tinha para trabalhar com Pharrell, com Minogue querendo cancelar o compromisso de ida ao estúdio. Em termos musicais, a canção é derivada dos gêneros disco e funk com influências do synthpop, sendo apoiada por um teclado elétrico e vocais de apoio "excessivamente" processados, com sua produção sendo fortemente comparada ao single "Get Lucky", do Daft Punk, o qual Pharrell também escreveu e participou vocalmente. A obra recebeu análises mistas de críticos musicais, que colocaram como destaque no disco e elogiaram sua melodia cativante, enquanto alguns resenhadores criticaram seu conteúdo lírico. Em termos comerciais, tornou-se a sexta canção de Minogue a listar-se nas dez primeiras posições da Hot Dance Club Songs, onde atingiu a quinta posição como pico. No entanto, teve um desempenho fraco na Europa, sendo sua vigésima primeira vez que não culminou nas dez melhores colocações na UK Singles Chart, mas obtendo as trinta melhores colocações nas tabelas da Croácia e Bélgica, respectivamente.
O vídeo musical correspondente foi dirigido por Dimitri Basil e coreografado por Rafael Bonachela, sendo gravado em Melbourne, uma cidade da Austrália, em abril de 2014. O trabalho foi lançado em 16 de maio do mesmo ano, através de sua conta oficial do serviço YouTube. As sequências retratam Minogue parada enquanto uma multidão passa ao seu redor, como se fossem pedestres; a cantora afirmou que o vídeo fala sobre a vida destes, afirmando que era "como todos nós estamos apenas tentando passar e superar os desafios do cotidiano". O projeto foi criticado por resenhadores, que descreveram o conceito do vídeo como "simples" e que a mesma não se destaca na multidão "literalmente". O teledisco também teve uma controvérsia, na qual foi dito que os planos originais deste era incluir muitas pessoas para dançarem, porém estas não seriam pagas por isso, com esta intenção sendo criticada pela mídia. A faixa foi apresentada por Minogue em três programas televisivos, sendo eles o The Voice da Itália e da França e o Le Grand Journal (Canal+), respectivamente, também sendo apresentada no Logie Awards de 2014, performance com repercussão nos tabloides por estes alegarem que a cantora estava dublando seus vocais.

## Antecedentes

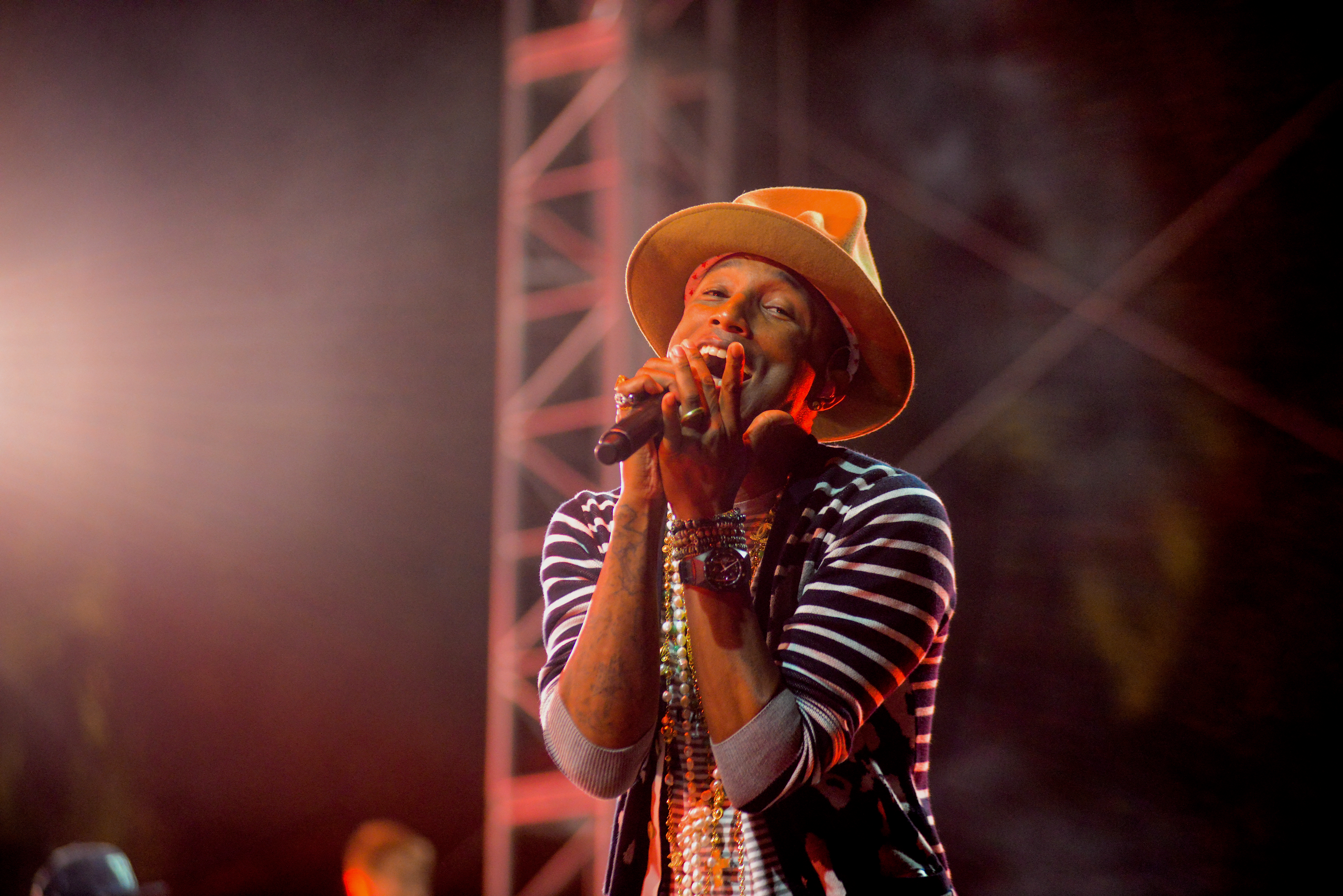
Pharrell Williams (foto) concebeu a música logo após Minogue ter um mal dia na segunda sessão com o musicista.

Após o lançamento de The Abbey Road Sessions (2012), Minogue se dividiu em partes com seu gerente a longo prazo, Terry Blamey, assinando um novo contrato de gestão com a gravadora do rapper Jay-Z, a Roc Nation. Na sequência deste novo contrato, Minogue continuou a trabalhar em seu décimo terceiro álbum de estúdio em 2013, com relatórios divulgados em fevereiro do mesmo ano alegando que Minogue estaria trabalhando com a cantora e compositora Sia Furler.
Durante o processo de gravação de Kiss Me Once, a Roc Nation contatou Pharrell Williams para desenvolver algo para a musicista em duas sessões de gravação, ambas sendo em dois dias. "I Was Gonna Cancel" foi concebida na segunda sessão de gravação de Minogue com o produtor, enquanto ela estava tendo um mau dia, querendo cancelar o compromisso de ir no estúdio. Fã do trabalho de Williams, a cantora decidiu ir ao estúdio, embora estivesse com este conflito; a mesma chegou a chorar quando o produtor fez a pergunta de como ela é. Depois dos acontecimentos, Pharrell desenvolveu a escrita da faixa, com a cantora dizendo que ele fez seu "mal dia em algo incrível escrevendo a canção". A sua gravação ocorreu nos estúdios Gleenwood Studios em Los Angeles, Califórnia, com o produto final tendo a produção vocal de Kelly Sheeran.

## Lançamento e divulgação
O tema foi primeiramente divulgado como o segundo single de Kiss Me Once em 3 de abril de 2014, durante uma entrevista feita pela cantora para a revista Rolling Stone. Em 22 do mesmo mês, a canção foi lançada oficialmente na loja digital iTunes Store da Austrália e Nova Zelândia, em um formato que continha apenas a faixa original. Na Itália, foi enviada para rádios mainstream em 5 de maio de 2014. Um extended play (EP) de quatro remixes também foi lançado em território estadunidense e britânico na loja digital da iTunes e também na Amazon em 9 daquele mês, seguido por um lançamento na Austrália sete dias depois. Também foi lançada no Reino Unido em 12 de maio de 2014 no formato de CD single, a qual contém como lado B um remix do The Presets. Ambas as versões digitais foram editadas em discos de vinil, os quais foram lançados em junho de 2014; a primeira versão, a qual é o EP de remixes, foi lançada no Reino Unido, com a versão contendo a faixa original sendo lançada na Austrália e apresentando como lado B um remix editado para as rádios de "Into the Blue", feito por Patrick Hagenaar.
Em 27 de abril de 2014, Minogue cantou "I Was Gonna Cancel" no Logie Awards de 2014 com o mesmo elenco do vídeo musical, sendo a primeira performance da canção; a artista foi acusada de estar dublando seus vocais na performance por alguns tabloides, pelo fato dela ter falado pelo microfone um "obrigado" no final da apresentação, porém, este estava desligado. Mesmo com as alegações, a cantora disse no microblogging Twitter que estava realmente cantando ao vivo. No mês seguinte, ela cantou a música nos programas The Voice of Italy, Alan Carr: Chatty Man e em Cannes, especificamente no Le Grand Journal (Canal+). Minogue também cantou o single em The Voice: la plus belle voix, juntamente com "Into the Blue", "All the Lovers" e "Can't Get You Out of My Head", com os finalistas da temporada em abril de 2014.

## Composição e recepção crítica
Uma canção composta e produzida pelo cantor e produtor musical Pharrell Williams, "I Was Gonna Cancel" é derivada dos gêneros disco e funk, apresentando elementos do gênero synthpop. É completada com sons de sinos e uma ópera no refrão, na qual este último é citado pelo jornal The Guardian como "improvável", também sendo apoiada por um teclado elétrico e vocais de apoio "excessivamente" processados. De acordo com Gillian Fish, da The Metropolist, a canção contém semelhanças com outras produções da Williams, especificamente "Get Lucky", de Daft Punk. Da mesma forma, Philip Lickley, da AllNoise, disse que a canção "é instantaneamente cativante, remetendo ao dias disco de Kylie e, ao mesmo tempo, tendo emprestado o estilo do Daft Punk em 'Lose Yourself to Dance', na que ele [Pharrell] também é destaque". Paul Leake, da Clickmusic, afirmou que a voz de Minogue "é perfeita para a pista de dança", a comparando com outras obras da cantora, como "Your Disco Needs You".
Escrevendo para a Allmusic, Tim Sendra considerou a canção um destaque de Kiss Me Once e a rotulou como "incrivelmente cativante". Brittany Spanos, da revista Spin, disse que a canção é familiar a outras canções de Kiss Me Once mas "atualizou o território disco com 'I Was Gonna Cancel', uma faixa de Pharrell, que carrega alguns graves vibrações de 'Get Lucky' graças a uma linha de baixo chiquemente inspirada subjacente a uma batida pulsante de house". Kitty Empire, da The Observer, sentiu que a canção foi um "ajuste perfeito" para Minogue e chamou Williams de "profissional", dizendo que "'I Was Gonna Cancel' traz o melhor do aerado funk-pop de Pharrell Williams e acerta no disco sem esforço vocal de Kylie". Ryan Lathan, da PopMatters, ficou menos impressionado, dizendo que "Pharrell foi recrutado para animar o processo, mas seu trabalho no Hard Candy, de Madonna, era mais inspirado há seis anos"; este também criticou o conteúdo lírico da faixa, denotando que "a canção não é particularmente inovadora e [as] jóias líricas, tais como 'Tudo é mais claro / Do que um espelho é para uma mulher / Da mesma forma como um cão é para o homem' apenas servem como forragem para a crítica zombateira". Philip Matusavage, do site MusicOMH, disse que "similarmente onipresentes, as tarifas de Pharrell Williams melhoram com 'I Was Gonna Cancel', o tipo de esforço atraente para "tapar buraco" na pista de dança o qual ele é especializado, embora a bizarra apropriação do gancho da canção "Green Light", da Beyoncé, só serve para lembrar que há artistas que atualmente estão fazendo isto muito melhor".

## Vídeo musical

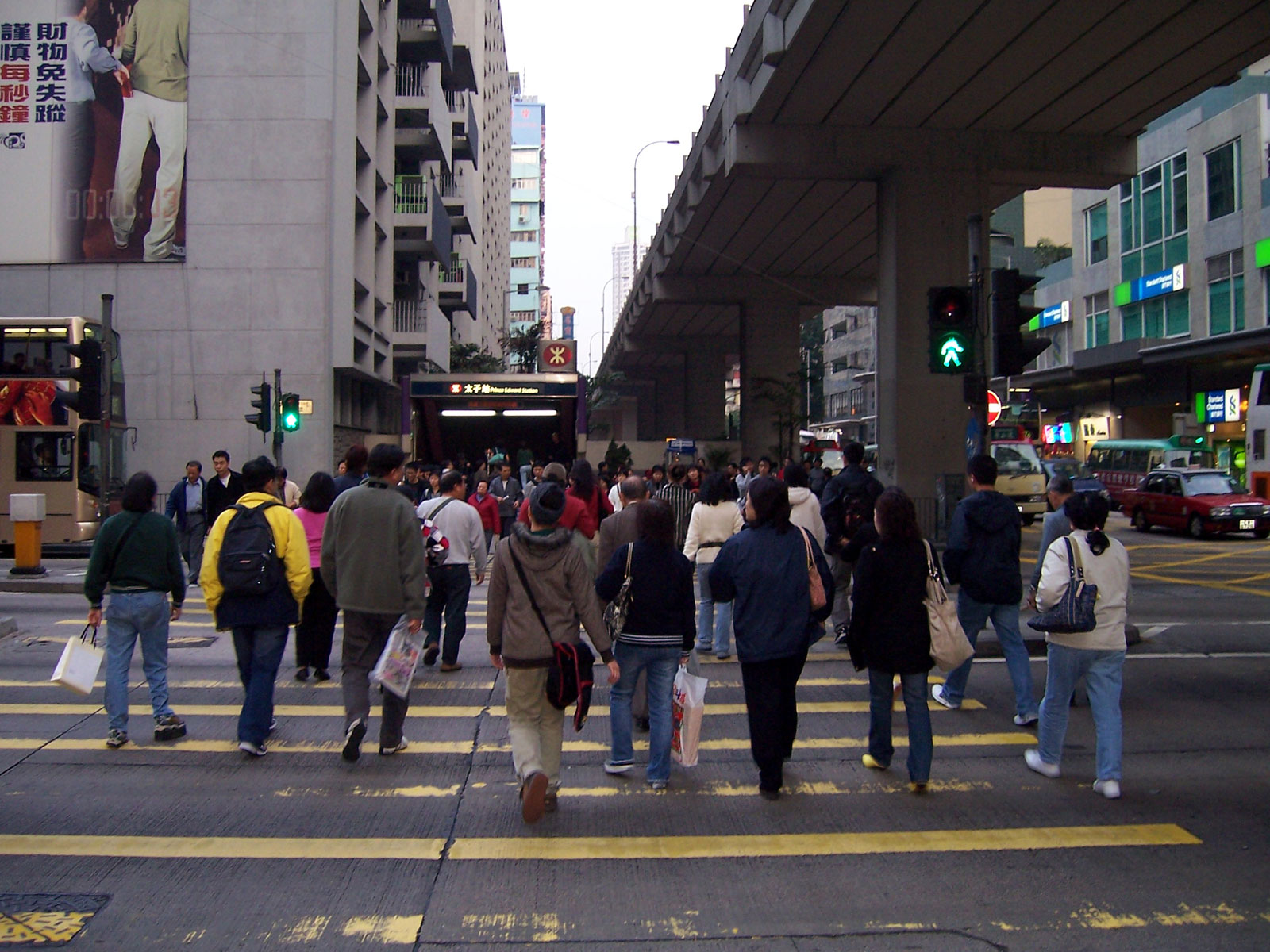
Segundo a própria cantora, o teledisco demonstra um olhar abstrato da vida dos pedestres (foto).

O vídeo musical acompanhante para "I Was Gonna Cancel" foi dirigido por Dimitri Basil, sendo coreografado por Rafael Bonachela e filmado em Melbourne, cidade localizada na Austrália. As gravações ocorreram no final de abril de 2014. A obra, antes de seu lançamento, obteve uma especulação de que os planos originais eram incluir muitas pessoas para dançarem, porém estas não seriam pagas pelo seu trabalho; isto veio de um e-mail feito pela produção de Minogue. No texto, era dito que a produção dela estaria "procurando pessoas de 20 a 60 anos com rostos interessantes, dançarinos são preferíveis, mas não uma obrigação". Isto foi criticado por vários jornais britânicos online, com a cantora e o diretor, logo após os ocorridos, desafirmarem. O vídeo foi oficialmente lançado em seu canal do YouTube, em 16 de maio de 2014, juntamente com uma carta da musicista lançada na rede social Google+, dizendo que o teledisco era um olhar abstrato da vida dos pedestres, e afirmando que era "como todos nós estamos apenas tentando passar e superar os desafios do cotidiano".
A produção inicia-se com Minogue, que está vestindo uma calça jeans normal juntamente com uma camiseta branca, enquanto a mesma fica parada em todo o vídeo e cantando a faixa, enquanto pessoas andam ao redor dela. Ela também quase não se move no vídeo, fazendo apenas algumas danças e movimentos com as mãos, o que foi alertado por Daniel Welsh, da Huffington Post do Reino Unido: "ninguém na esperança de ver alguma coreografia icônica de Kylie será decepcionado ao ver que [mesmo que ela se] salve para alguns movimentos ocasionais de braços balançando, ela é bonita ainda em todo o vídeo".
A reação crítica em torno do vídeo foi geralmente negativa. Michael Wass, do Idolator, escreveu que "Kylie Minogue tem entregue alguns dos vídeos mais memoráveis e inovadores na história da música popular, mas 'I Was Gonna Cancel' não é um deles". Mandi Salerno, do PopCrush, denotou o conceito do vídeo como "simples", mas que o mesmo é muito interessante e pensativo, referindo-se ao conceito como "vibrante". Entretanto, Daniel Welsh, da Huffington Post, foi menos positivo em relação ao vídeo, acreditando que, embora a canção fosse atraente, ele sentiu que Minogue não se destaca na multidão "literalmente".

## Créditos
Todo o processo de elaboração de "I Was Gonna Cancel" atribui os seguintes créditos:
Gravação e publicação
- Vocais gravados nos Glenwood Studios (Los Angeles, Califórnia)
- Publicada pela More Water From Nazareth Publishing Inc., aos cuidados da EMI Music Publishing

Produção
- Kylie Minogue: vocalista principal
- Pharrell Williams: composição, produção
- Kelly Sheehan: produção de vocais

## Faixas e formatos
Três versões de "I Was Gonna Cancel" foram lançadas. A primeira delas apresenta apenas a faixa, enquanto a segunda apresenta quatro remixes; estes formatos digitais também foram lançados em disco de vinil, com o formato que apresenta apenas a faixa contendo um lado B que é um remix para as rádios de "Into the Blue", feito por Patrick Hagenaar. A faixa também foi lançada em CD single, onde apresenta um remix da obra principal feito pelo duo The Presets.
| Download digital |                      |         |  |
| N.º              | Título               | Duração |  |
| 1.               | "I Was Gonna Cancel" | 3:32    |  |

| Extended play (EP) de remixes |                                                       |         |  |
| N.º                           | Título                                                | Duração |  |
| 1.                            | "I Was Gonna Cancel" (The Presets Remix)              | 5:43    |  |
| 2.                            | "I Was Gonna Cancel" (Maze & Masters Remix)           | 6:01    |  |
| 3.                            | "I Was Gonna Cancel" (Moto Blanco Remix) (Radio Edit) | 3:22    |  |
| 4.                            | "I Was Gonna Cancel" (KDA Remix)                      | 7:05    |  |

| Vinil promocional australiano de sete polegadas |                                                           |         |  |
| N.º                                             | Título                                                    | Duração |  |
| 1.                                              | "I Was Gonna Cancel"                                      | 3:32    |  |
| 2.                                              | "Into the Blue" (Patrick Hagenaar Colour Code Radio Edit) | 3:22    |  |

| CD single do Reino Unido |                                          |         |  |
| N.º                      | Título                                   | Duração |  |
| 1.                       | "I Was Gonna Cancel"                     | 3:32    |  |
| 2.                       | "I Was Gonna Cancel" (The Presets Remix) | 5:43    |  |

## Desempenho nas tabelas musicais
Nos Estados Unidos, a canção ficou na quinta colocação da Hot Dance Club Songs, sendo a décima terceira canção da cantora a listar-se nas dez primeiras da tabela e tornando Kiss Me Once o segundo álbum a ter todos os singles lançados a partir do CD nos dez melhores empregos. Já na região da Europa, o tema não conseguiu alcançar sucesso; no Reino Unido, após sua edição como single, a faixa ficou na 59ª posição da UK Singles Chart, vendendo quase quatro mil cópias na semana que a canção entrou na colocação supracitada e sendo sua vigésima segunda vez que não conseguiu entrar nas dez melhores posições da tabela. Na Croácia e Bélgica, na qual a região da parada do segundo citado é a Valônia, entraram ambas nas trinta melhores colocações da parada, sendo elas a 24ª e 25ª posição, respectivamente. Na Escócia, a canção teve o mesmo resultado dos locais citados, entrando na 84ª posição.

### Posições
| Tabela musical (2014)                 | Melhor posição |
| ------------------------------------- | -------------- |
| Bélgica (Ultratop Valônia)            | 25             |
| Croácia (ARC 100)                     | 24             |
| Escócia (Official Charts Company)     | 84             |
| Estados Unidos (Hot Dance Club Songs) | 5              |
| Reino Unido (UK Singles Chart)        | 59             |

## Histórico de lançamento
| Região         | Data                | Formato(s)        | Edição            | Gravadora                |
| -------------- | ------------------- | ----------------- | ----------------- | ------------------------ |
| Austrália      | 22 de abril de 2014 | Download digital  | Apenas single     | Warner Music Australasia |
| Nova Zelândia  | 22 de abril de 2014 | Download digital  | Apenas single     | Warner Music Australasia |
| Itália         | 5 de maio de 2014   | Rádios mainstream | Apenas single     | Warner Music             |
| Estados Unidos | 9 de maio de 2014   | Download digital  | EP de remixes     | Warner Bros.             |
| Reino Unido    | 9 de maio de 2014   | Download digital  | EP de remixes     | Parlophone               |
| Reino Unido    | 12 de maio de 2014  | CD single         | Single com lado B | Parlophone               |
| Austrália      | 16 de maio de 2014  | Download digital  | EP de remixes     | Warner Music Australasia |
| Reino Unido    | 27 de maio de 2014  | Vinil             | EP de remixes     | Parlophone               |
| Austrália      | 30 de junho de 2014 | Vinil             | Single com lado B | Warner Music Australasia |